# Липки (урочище)

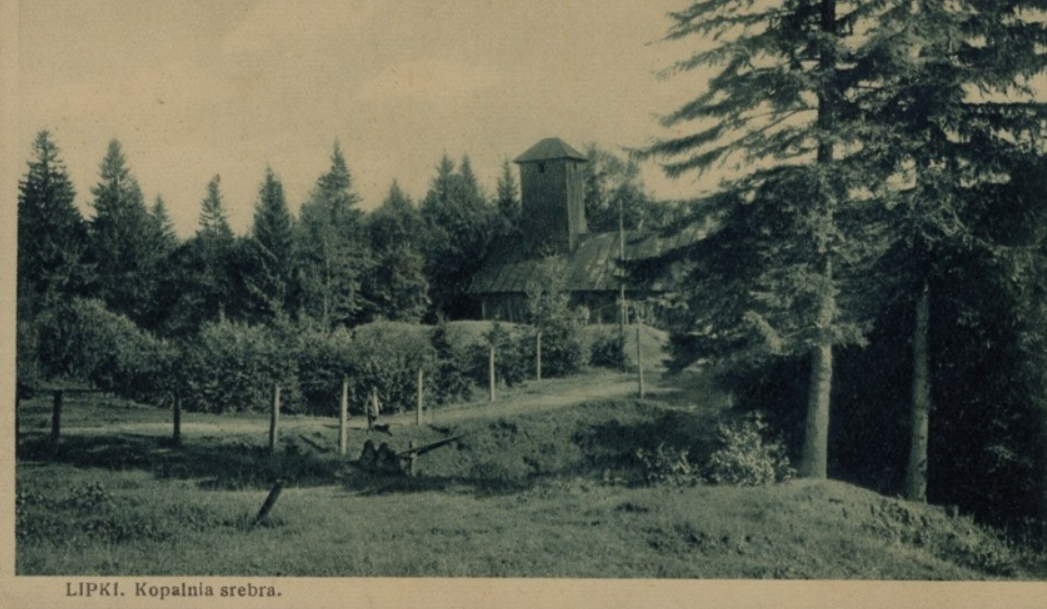
Копальня срібла в урочищі

Липки — урочище на Прикарпатті, що знаходиться на околиці м. Трускавець та частково поза містом. Наразі частина урочища є забудованою мікрорайоном «Вишенька». Раніше тут існувала срібна копальня, проте наразі жодного срібного промислу в урочищі не залишилось. Саме ж урочище знаходиться на горі під назвою «Бабина гора». 